# 질 노빅
질 노빅(Jill Novick, 1966년 1월 20일 ~ )은 미국의 배우, 텔레비전 배우, 영화배우, 교사이다.
웨스트체스터 군에서 태어났다.

## 영화
- 마이 걸프렌즈 보이프렌드 (1999년)
- 비버리힐즈의 아이들 (1990년)